# Родионов, Евгений Николаевич
Евге́ний Никола́евич Родио́нов (9 ноября 1965, Челябинск, СССР — 5 января 1996, Чеченская республика, Россия) — Герой Российской Федерации, гвардии майор, начальник разведки 108-го гвардейского парашютно-десантного полка (в/ч 42091).

## Биография
Родился 9 ноября 1965 в Челябинске, с детства мечтал стать военным. С 13 лет занимался в ДОСААФе. Активно прыгал с парашютом. После 8 класса безуспешно пытался поступить в Свердловское Суворовское училище.
В 1983 году окончил челябинскую среднюю школу № 68, в этом же году поступил в Рязанское высшее воздушно-десантное командное училище, которое закончил в 1987 году. Занимался спортом, увлекался боксом, восточными единоборствами, лыжами, коньками.

### Служба
- Нагорный Карабах.
- Осетия[1].
- 1995 Чечня — Первая чеченская война.

В конце 1995 года Родионов участвовал в известной операции под селом Шатоем. В той операции его группе (17 человек на трёх боевых машинах, возглавляли офицеры Алексей Лагода, Игорь Кириченко, Евгений Родионов) предстояло прорваться в район урочища Раздольное села Шатой. Там требовалось соединиться с ранее окруженными силами, которые высадились для прикрытия грунтовой дороги к этому селу. Основные силы были предназначены для штурма того же села. Но ситуация сложилась так, что именно по этой малой грунтовой дороге двигалось несколько сотен боевиков Чеченской Республики Ичкерия, подконтрольных Джохару Дудаеву (по некоторым оценкам, около 600). Боевики стягивали кольцо окружения. У десантников, прикрывавших грунтовую дорогу, заканчивались боеприпасы. Попытка доставить их по воздуху провалилась — боевики сбили прилетевший вертолёт. По горным дорогам и пересеченной местности в течение двух дней на помощь группе Родионова прибыла бронетанковая поддержка. Затем, по описанию журналиста газеты "Красная звезда", «когда дважды раненный майор Евгений Родионов довел боевые машины до места боя и десантники соединились, бандитам пришлось спасаться самим». Совершив прорыв и отбив неоднократные атаки боевиков Дудаева, бронегруппа помогла отсечь противника от села Шатой. Впоследствии, благодаря маневру группы Родионова, операция завершилась успешно, Шатой был взят силами ВС РФ. Евгений Родионов и еще 16 бойцов были представлены к высшей воинской награде — званию Героя России.
- 1996 Чечня — последняя операция.

Спустя 2 месяца после представления к званию, 5 января 1996 года, разведгруппа Родионова выполняла очередное задание по дороге в район урочища Раздольное села Шатой. Майор Родионов погиб от разрыва минного снаряда.
13 января 1996 года похоронен на кладбище Сухомесово г. Челябинск.
За мужество и героизм, проявленные при выполнении специального задания в 1995 году, указом Президента РФ № 622 от 2 мая 1996 года гвардии майору Родионову Евгению Николаевичу присвоено посмертно звание Героя Российской Федерации.

### Память
В родном для Евгения Родионова Челябинске в честь него назван проспект. На могиле Родионова установлен обелиск. Школа № 68, где учился Евгений, названа его именем. На фасаде здания, а также в школьном музее и на доме где он жил (Южный бульвар, 47), установлены мемориальные доски. Открытый в декабре 2019 года спортивно-тренировочный комплекс 7-й гвардейской десантно-штурмовой дивизии (Новороссийска) носит имя Героя Российской Федерации майора Евгения Родионова.